# ニョホウチドリ
ニョホウチドリ（女峰千鳥、学名：Ponerorchis joo-iokiana (Makino) P.F.Hunt）は、ラン科ウチョウラン属に分類される多年草の1種。和名の「ニョホウ」は、最初に女峰山で採集されたことに由来する。種小名の「joo-iokiana」は、採集者の城数馬と五百城文哉の名前を組み合わせたことに由来する。

## 特徴
草丈は10 - 30 cm。根は細根と球状塊根からなる。長さ4 - 8 cm、幅4 - 15 mmの披針形の葉を2 - 3枚付け、苞葉は明瞭。茎は球状塊根から直立し、薄青緑色。2 - 8個の紅紫色の花をかたまって付ける。花期は7 - 8月。萼片は長さ0.7 - 1 cm。側唇弁は萼片よりもやや短く、共に先端は尖らない。唇弁は浅く3裂し、基部近くに薄紫色の斑点がある。内花被が斜め卵形で鈍頭、唇弁の中裂片が凹頭で側裂片とほぼ同じ長さ。距は長さ約15 - 17 mm、真直で狭筒形。染色体数は2n=42（2倍体）。稀に白い花を付ける品種として、シロバナニョウホウチドリ（Ponerorchis joo-iokiana f. albiflora）がある。ハクサンチドリ属に分類されたこともあった。

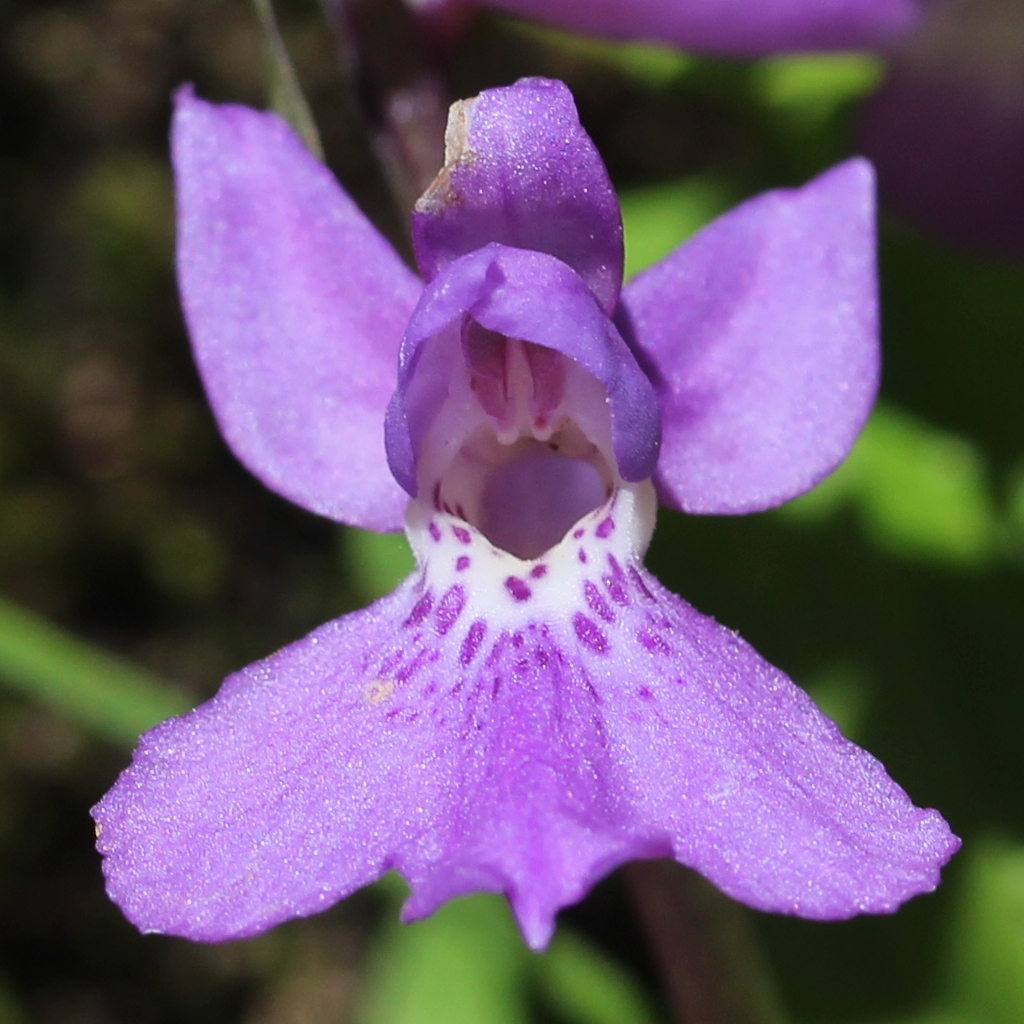
花の細部、唇弁の基部近くに薄紫色の斑点がある。
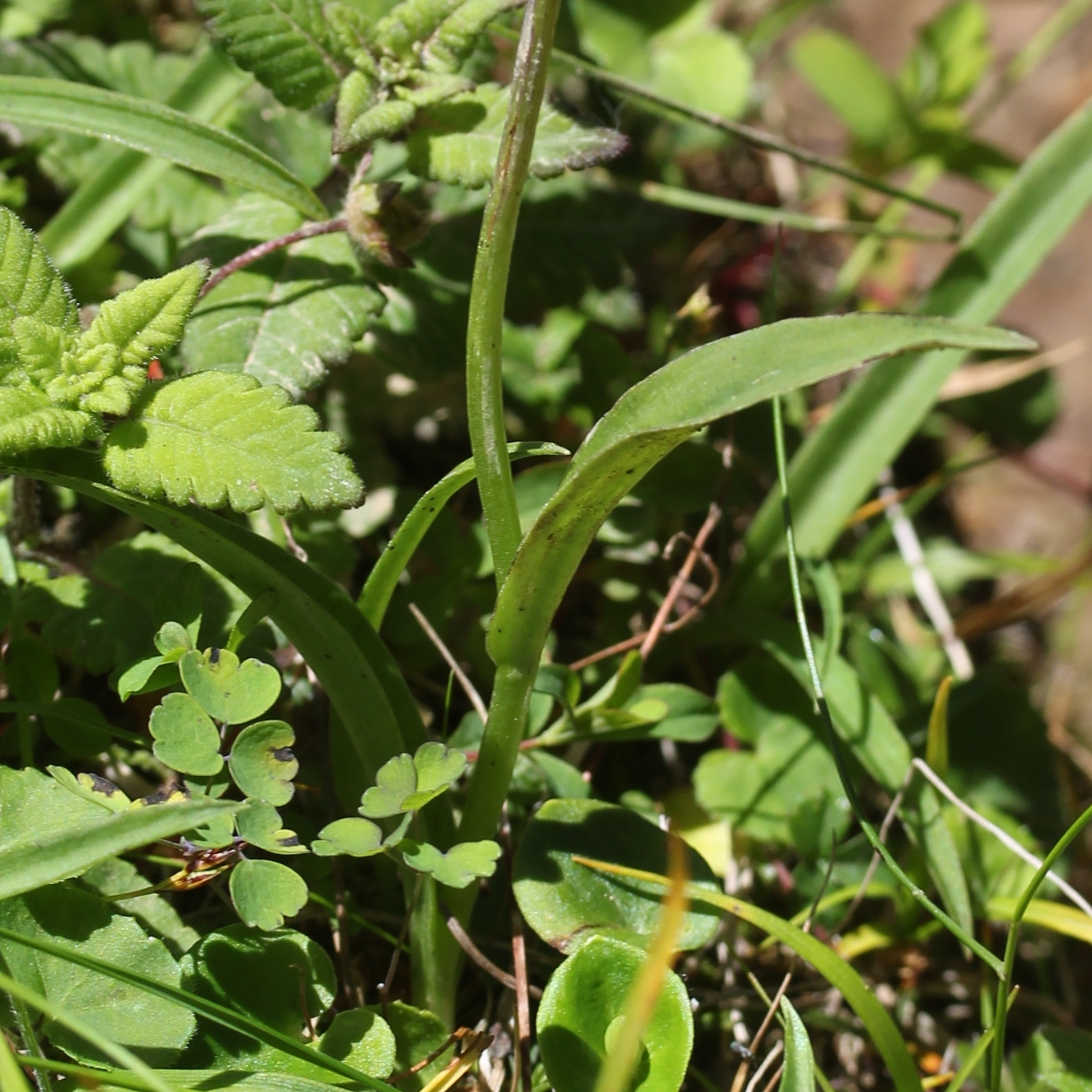
披針形の葉が2-3枚付く。

## 分布と生育環境
朝鮮半島と日本に分布する。
日本では、本州（福島県、関東地方北部、中部地方）に分布し、山地、亜高山帯と高山帯にかけての岩場や草地に自生する。基準標本は栃木県日光市の女峰山のもの。

## 種の保全状況評価
<準絶滅危惧（NT）（環境省レッドリスト）
日本では環境省により、レッドリストの準絶滅危惧（NT）の指定を受けている。また以下の都道府県でレッドリストに指定されている。群馬県では2015年4月に、群馬県希少野生動植物の種の保護に関する条例により特定県内希少野生動植物種の指定を受けた。山梨県では、山梨県希少野生動植物種の保護に関する条例により、指定希少野生動植物種の指定を受けている。
- 絶滅危惧IA類 - 埼玉県[11]
- 絶滅危惧I類 - 福島県、栃木県[12]、石川県[13]、福井県[14]
- 絶滅危惧IB類 - 群馬県[15]、長野県[16]、岐阜県[17]
- 絶滅危惧II類 - 富山県[18]、山梨県[19]、静岡県[20]